# NGC 168
NGC 168 è una galassia lenticolare situata nella costellazione della Balena.

## Descrizione
Racchiude al suo interno regioni di idrogeno ionizzato.

## Scoperta
NGC 168 è stata scoperta nel 1886 dall'astronomo americano Frank Muller.